# سراغة نتنة نويع الغدية
السَراغَة النَتِنَة نويع الغدية (باللاتينية: Crepis foetida subsp. glandulosa) نويع (أو تحت نوع) نباتي يتبع نوع السراغة النتنة جنس السراغة من الفصيلة النجمية.

## البيئة والانتشار
موطنه بلاد الشام وتركيا واليونان وإيطاليا وإسبانيا.

## مرادفات للاسم العلمي
- البرخوزية الغدية (باللاتينية: Barkhausia glandulosa C. Presl)
- السَراغَة الغدية (باللاتينية: [Crepis glandulosa Guss. [non Bastard 1814)